# Craig Eastmond
Craig Eastmond, né le 9 décembre 1990 à Battersea (Londres), est un footballeur anglais qui évolue au poste de milieu de terrain à Sutton United.

## Biographie
Né à Battersea dans le quartier de Wandsworth à Londres, Eastmond commence à jouer au football à Millwall avant de rejoindre le centre de formation d'Arsenal à l'âge de 11 ans. Il fait partie de l'équipe qui remporte la FA Youth Cup en 2009. Le 30 juin, le club londonien officialise la signature d'un premier contrat professionnel en compagnie de trois autres vainqueurs de cette coupe.
Eastmond fait ses débuts en équipe première le 28 octobre 2009 durant la victoire 2-1 contre Liverpool en League Cup. Le 30 décembre de la même année, il fait sa première apparition en Premier League en rentrant à la 85e minute contre Portsmouth (victoire 4-1). Le 13 janvier 2010, il signe un nouveau contrat de longue durée avec son club. Le 17 janvier suivant, il est pour la première fois titulaire en Premier League lors de la victoire 2-0 de son club à l'extérieur contre les Bolton Wanderers. Accompagné de Cesc Fàbregas et d'Abou Diaby au milieu de terrain, il réalise une solide performance avant d'être remplacé par Fran Mérida à l'heure de jeu.
Bien que n'étant pas prévu pour participer à la pré-saison de l'équipe professionnelle, la blessure d'Emmanuel Frimpong pousse Eastmond vers l'équipe première. Il fait sa première apparition de la saison contre Newcastle United en League Cup. Le 3 novembre 2010, en raison des blessures d'Alex Song et de Denilson, il fait ses débuts en Ligue des champions sur la pelouse du Chakhtar Donetsk. Il marque durant cette rencontre un but contre son camp en détournant dans son but une tête de Dmytro Chygrynskiy. Il ensuite est remplacé par Carlos Vela à la 58e minute.
Le 26 janvier 2011, il est prêté jusqu'à la fin de la saison au club de Millwall. Il prend part à six matchs avant d'être réintégré à l'effectif réserve des Gunners lors de l'été 2011.
Le 21 février 2012, Eastmond est prêté jusqu'à la fin de la saison au club des Wycombe Wanderers qui évolue en troisième division anglaise. Il participe à quatorze rencontres avant de réintégrer l'effectif réserve des Gunners.
Le 27 septembre 2012, il est prêté pour trois mois à Colchester United (League One).

## Palmarès

### Avec Sutton United
- Finaliste de la EFL Trophy en 2022